# اثر زیست‌محیطی کشتیرانی

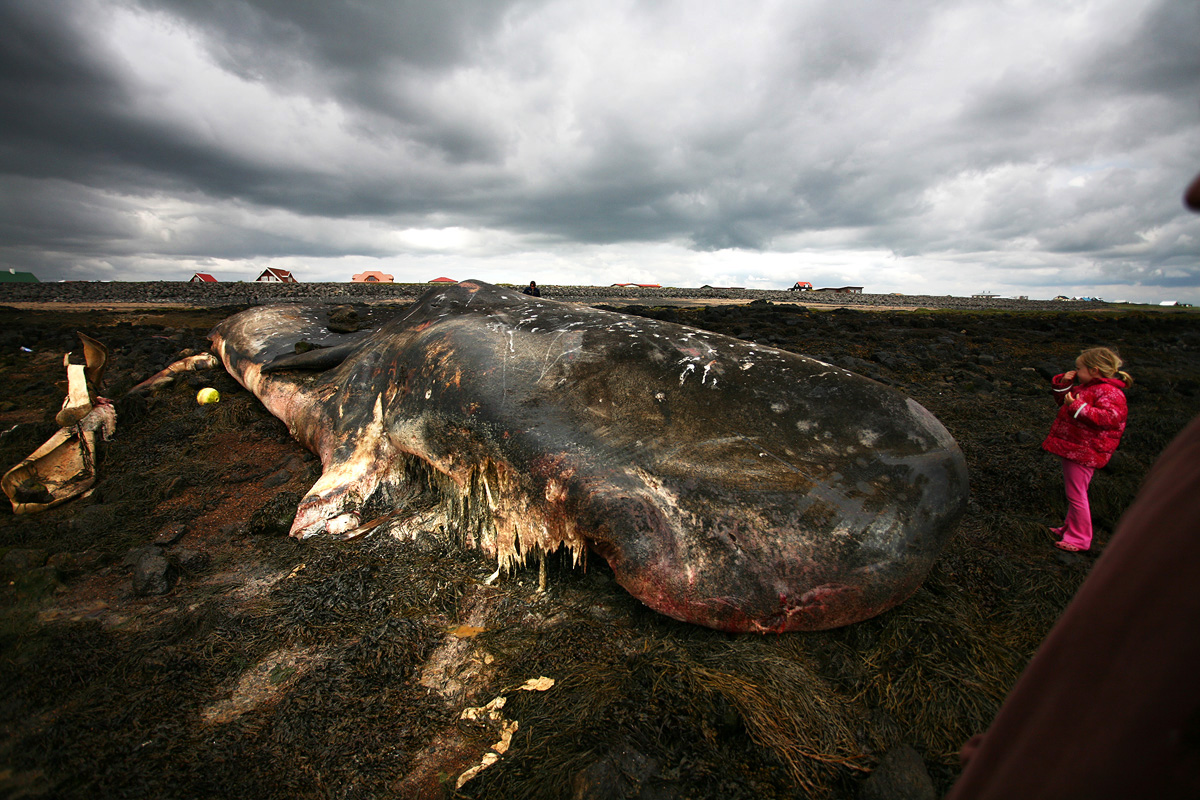
لاشه یک نهنگ در ساحلی در ایسلند

اثر زیست‌محیطی کشتیرانی (به انگلیسی: Environmental effect of shipping) دربرگیرندۀ آلودگی هوا، آلودگی آب، آلودگی صوتی و آلودگی نفتی است. کشتی‌ها مسئول بیش از ۱۸ درصد برخی از آلاینده‌های هوا هستند. 
در مورد انتشار گازهای گلخانه‌ای، سازمان بین‌المللی دریانوردی (IMO) برآورد می‌کند که انتشار دی‌اکسید کربن ناشی از کشتیرانی معادل ۲٫۲ درصد از انتشار جهانی ساخته‌شده توسط انسان در سال ۲۰۱۲ بود و پیش‌بینی می‌کند که اگر تا سال ۲۰۵۰ اقدامی انجام نشود، در غیر این صورت، ۵۰ تا ۲۵۰ درصد افزایش خواهد یافت.
- رنگ ضدخزه
- مؤسسه رده‌بندی کشتی
- کنوانسیون لندن برای جلوگیری از آلودگی دریایی با زباله و مواد دیگر
- اثر زیست‌محیطی ترابری